# 高砂蜗牛
高砂蜗牛（学名：Takasagohadra multifasciata）是柄眼目堅齒螺科扁蜗牛亚科盾蝸牛族高砂蝸牛屬的模式種。

## 分佈
主要分布于台湾，常栖息在高海拔山区落叶堆下。

## 外部連結
- 維基物種上的相關：高砂蜗牛